# Kruton

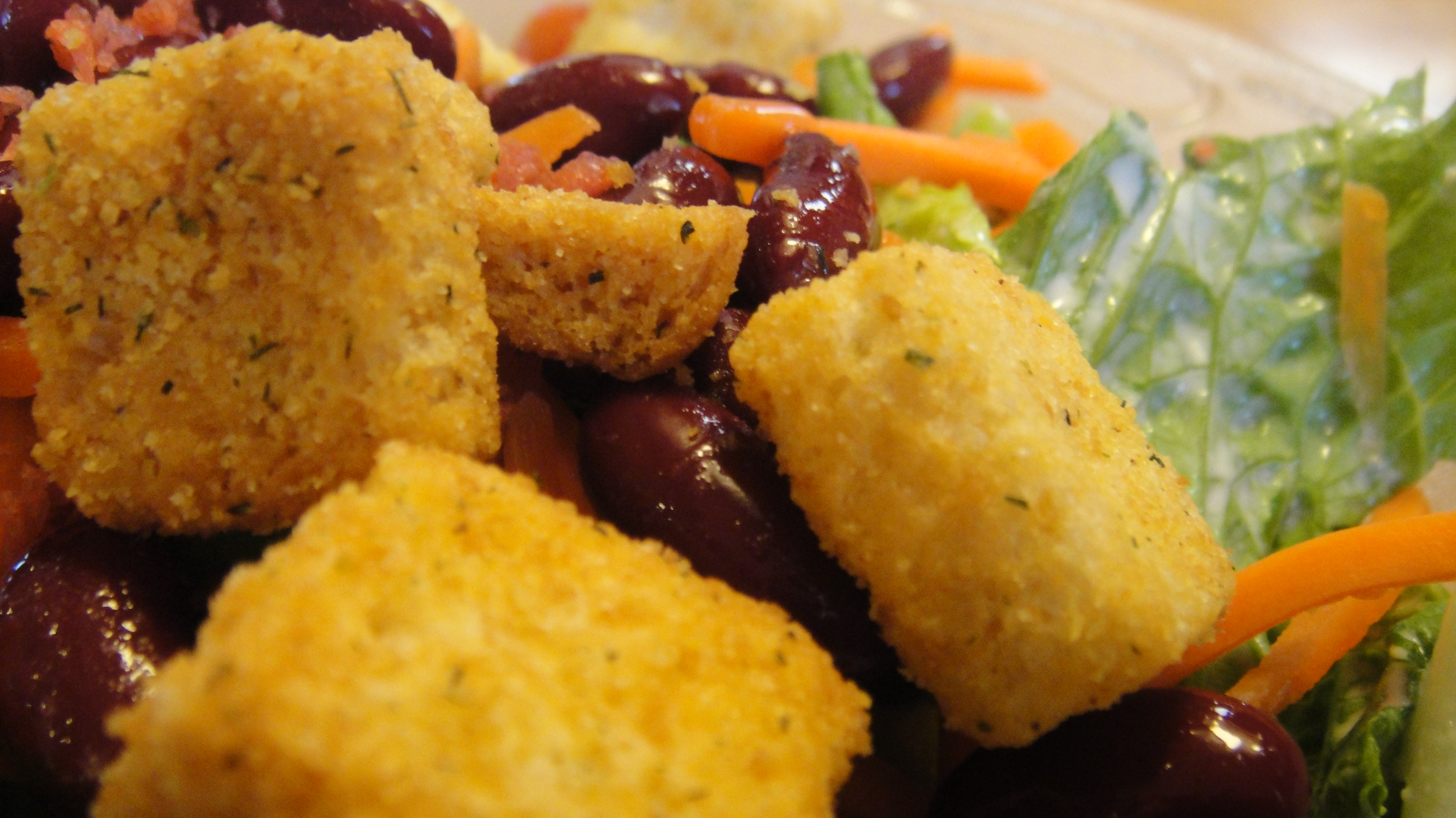
Pohled na krutony v salátu

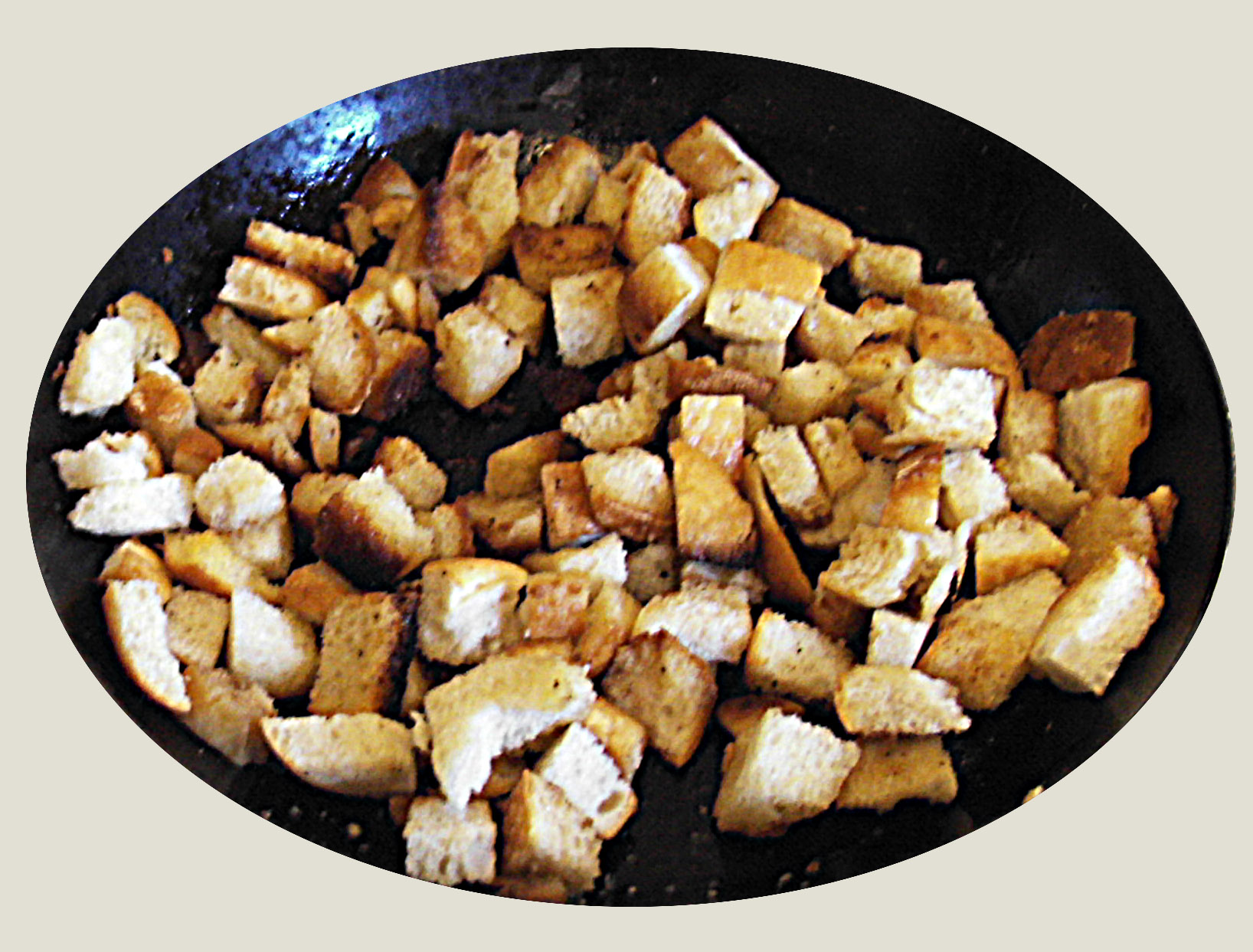
Mísa krutonů

Kruton je kousek smaženého nebo opečeného chleba, obvykle ve tvaru kostek. Obvykle se přidává do polévek nebo salátů (například do salátu Caesar), nebo se podává samotný, jako snack.

## Příprava
Základem může být jakýkoliv druh chleba, který se nakrájí na kostičky a smaží se nebo se peče na oleji nebo na másle. Někdy se také přidává koření nebo sýr. Výsledné krutony by měly být křupavé. Na výrobu krutonů se dá použít i starý a suchý chleba.

## Etymologie
Slovo kruton pochází z francouzského slova croûton, které je odvozeno od slova croûte (kůrka).

## Galerie

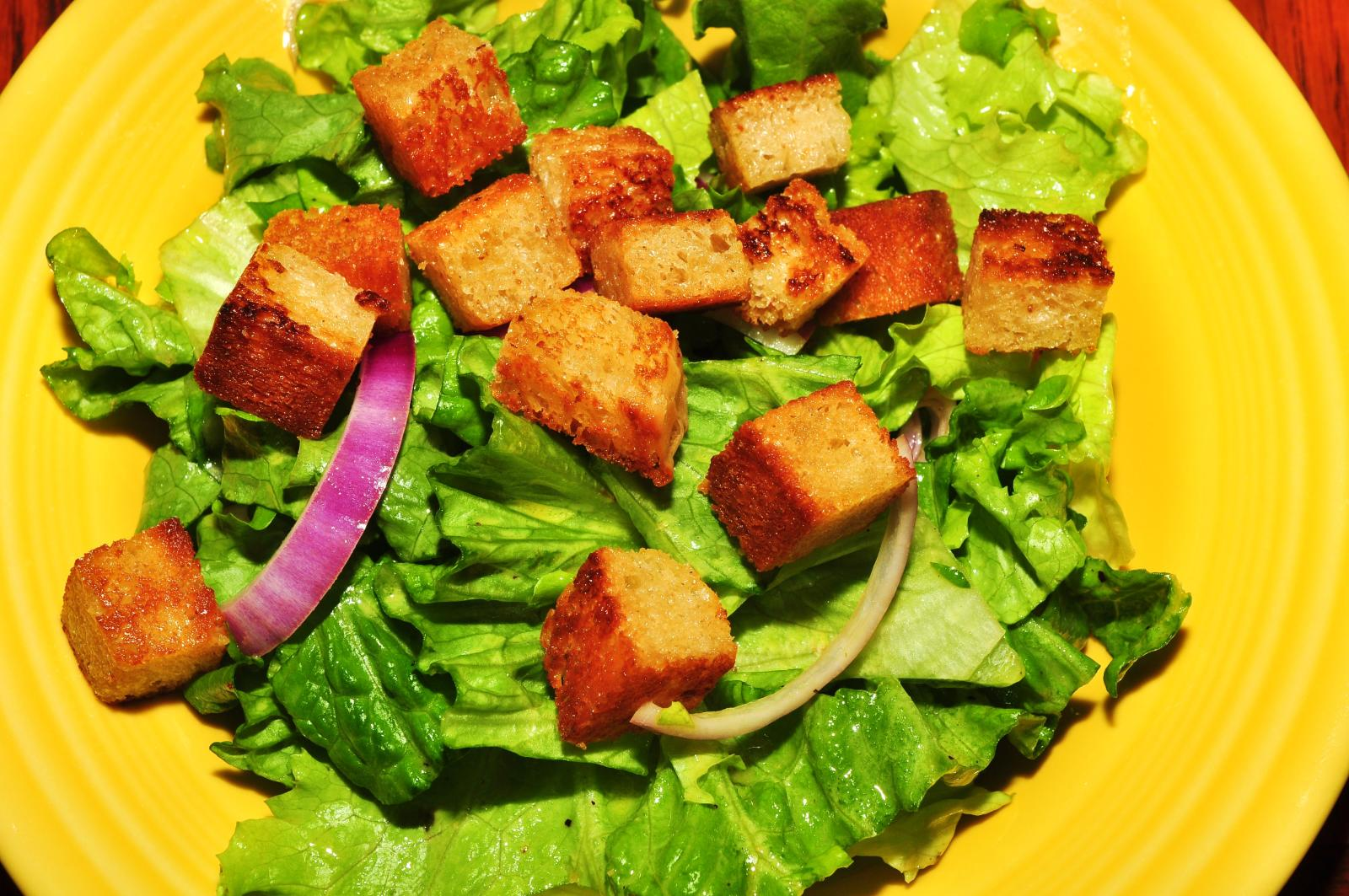
Salát s krutony
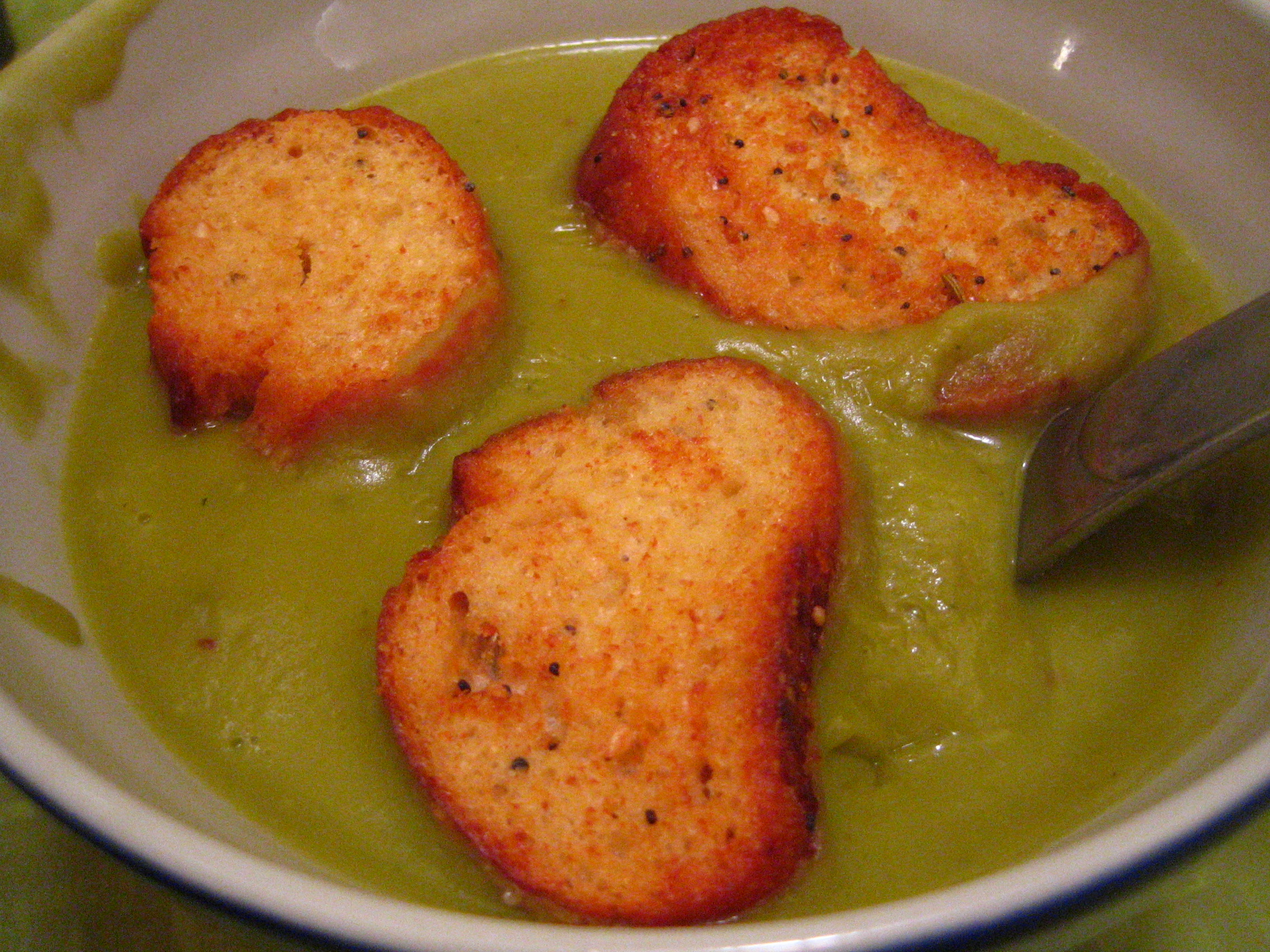
Větší krutony v polévce
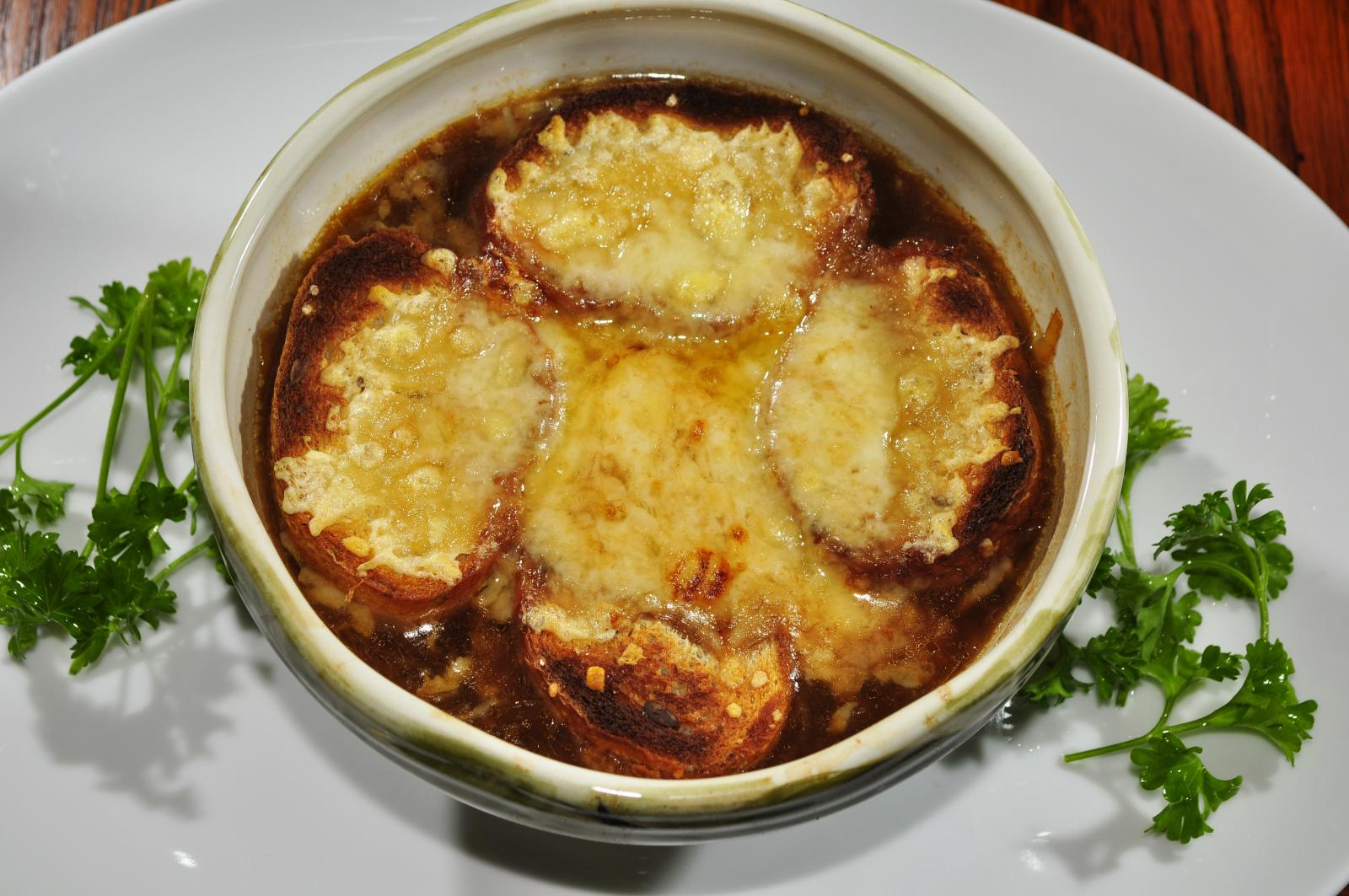
Větší sýrové krutony v cibulačce
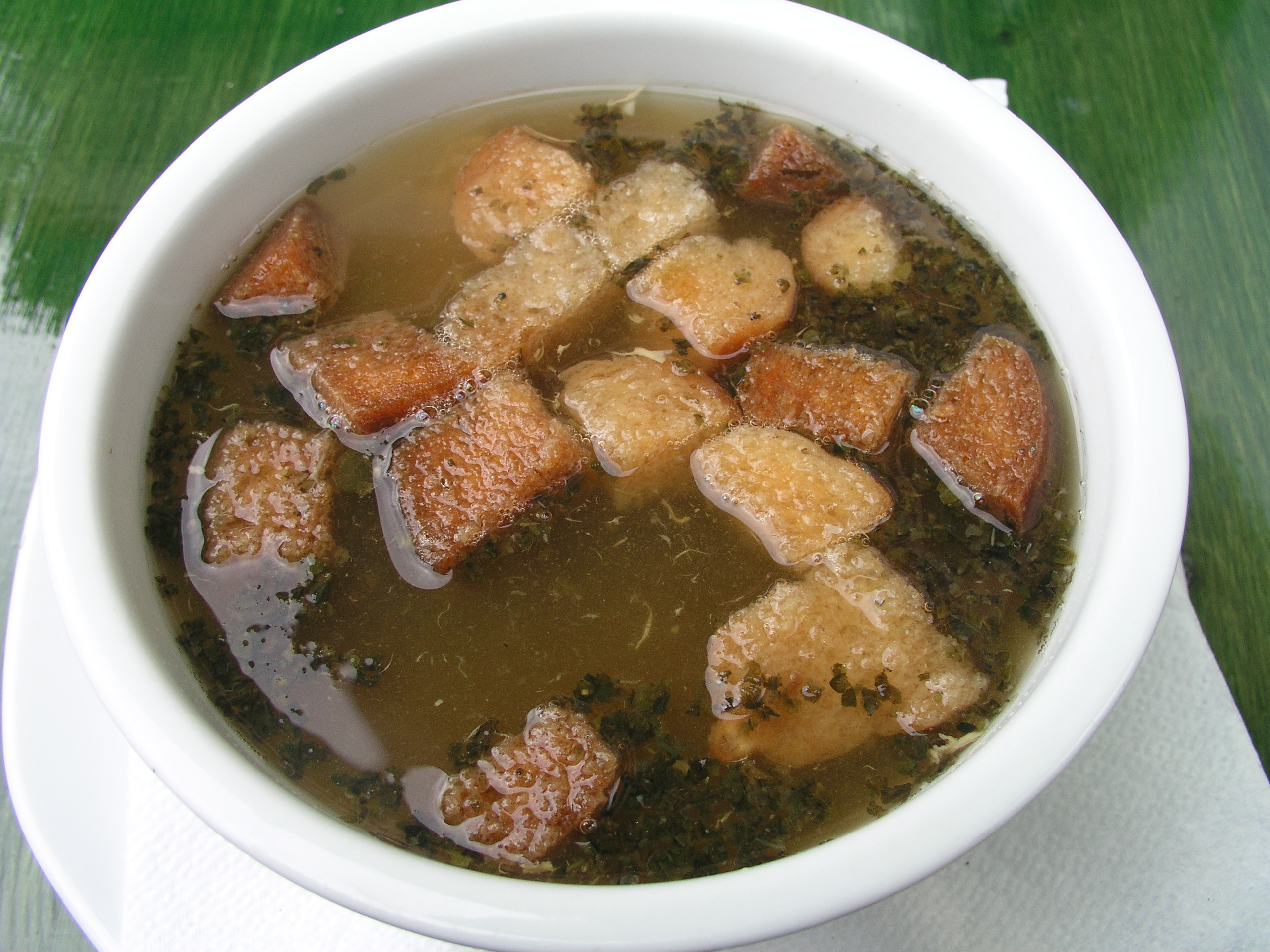
Česnečka s krutony